# Marathon Rotterdam 1995
De Marathon Rotterdam 1995 werd gelopen op zondag 23 april 1995. Het was de vijftiende editie van deze marathon.
Bij de mannen passeerde de Spanjaard Martín Fiz als eerste de finish in 2:08.57. Zijn landgenote Mónica Pont won bij de vrouwen in 2:30.34.
Deze editie deed tevens dienst als Nederlands kampioenschap op de marathon. De nationale titels werden gewonnen door Bert van Vlaanderen (tweede in 2:10.36) en Carla Beurskens (derde in 2:32.39). Ook het Belgisch kampioenschap werd hier gelopen. Marc Verrijdt (achttiende in 2:19.43) en Siska Maton (zesde in 2:43.29) werden de Belgische kampioenen.
In totaal finishten 7551 marathonlopers de wedstrijd, waarvan 6957 mannen en 594 vrouwen.

## Uitslagen

### Mannen
| rang   | naam                  | land | tijd    | opmerkingen |
| ------ | --------------------- | ---- | ------- | ----------- |
| Goud   | Martín Fiz            | ESP  | 2:08.57 |             |
| Zilver | Bert van Vlaanderen   | NED  | 2:10.36 | 1e NK       |
| Brons  | Isaac Garcia          | MEX  | 2:10.54 |             |
| 4      | Oleg Strizhakov       | RUS  | 2:11.03 |             |
| 5      | Eric Kimaiyo          | KEN  | 2:11.36 |             |
| 6      | Salvatore Bettiol     | ITA  | 2:11.49 |             |
| 7      | Vanderlei de Lima     | BRA  | 2:12.12 |             |
| 8      | Philip Chirchir       | KEN  | 2:12.21 |             |
| 9      | Tahar Manjouri        | TUN  | 2:13.51 |             |
| 10     | Abdelkader El Mouaziz | MAR  | 2:14.45 |             |
| 11     | Tadao Uchikoshi       | JPN  | 2:15.20 |             |
| 12     | Juuso Rainio          | FIN  | 2:16.29 |             |
| 13     | Fransua Woldemarin    | ETH  | 2:17.25 |             |
| 14     | Asaf Bimro            | ISR  | 2:17.32 |             |
| 15     | Addis Abebe           | ETH  | 2:18.38 |             |
| 16     | Jawad Annour          | MAR  | 2:18.51 |             |
| 17     | Tadesse Woldemeskel   | ETH  | 2:19.00 |             |
| 18     | Marc Verrijdt         | BEL  | 2:19.43 | 1e BK       |
| 19     | Filip Steelandt       | BEL  | 2:20.41 | 2e BK       |
| 20     | Filip Vanhaecke       | BEL  | 2:20.45 | 3e BK       |
| 21     | Tony Dens             | BEL  | 2:21.20 |             |
| 22     | Aart Stigter          | NED  | 2:21.27 | 2e NK       |

### Vrouwen
| rang   | naam                 | land | tijd    | opmerkingen |
| ------ | -------------------- | ---- | ------- | ----------- |
| Goud   | Mónica Pont          | ESP  | 2:30.34 |             |
| Zilver | Carmen Fuentes       | ESP  | 2:31.20 |             |
| Brons  | Carla Beurskens      | NED  | 2:32.39 | 1e NK       |
| 4      | Paola Cabrera        | MEX  | 2:39.50 |             |
| 5      | Barbara Lommen       | NED  | 2:42.33 | 2e NK       |
| 6      | Siska Maton          | BEL  | 2:43.29 | 1e BK       |
| 7      | Cassandra Mihailovic | FRA  | 2:44.30 |             |
| 8      | Mieke Hombergen      | NED  | 2:47.12 | 3e NK       |
| 9      | Agnes Hijman         | NED  | 2:48.37 | 4e NK       |
| 10     | Tuogy                | IRL  | 2:51.06 |             |
| 11     | Martine Rapin        | FRA  | 2:54.35 |             |
| ?      | Hetty Everhardus     | NED  | 2:55.03 | 5e NK       |
| ?      | Carla Ophorst        | NED  | 2:55.22 | 6e NK       |
| ?      | Marja Verhoef        | NED  | 2:58.17 | 7e NK       |
| ?      | Monique Bruins       | NED  | 3:00.40 | 8e NK       |

1981 ·
1982 ·
1983 ·
1984 ·
1985 ·
1986 ·
1987 ·
1988 ·
1989 ·
1990 ·
1991 ·
1992 ·
1993 ·
1994 ·
1995 ·
1996 ·
1997 ·
1998 ·
1999 ·
2000 ·
2001 ·
2002 ·
2003 ·
2004 ·
2005 ·
2006 ·
2007 ·
2008 ·
2009 ·
2010 ·
2011 ·
2012 ·
2013 ·
2014 ·
2015 ·
2016 ·
2017 ·
2018 ·
2019 ·
2020 ·
2021 ·
2022 ·
2023 ·
2024